# Yuchi
El yuchi és una llengua ameríndia parlada pels yuchis d'Oklahoma. Es tracta d'una llengua aïllada. El 1972 quedaven aproximadament uns 500 indis yuchi, encara que només un 35% parlava la llengua.

## Història
Sembla que al segle xvi els yuchis habitaven a l'oest dels Apalatxes i a l'est de Tennessee. Els yuchi eren obligat de migrar des de Geòrgia fins a Sapulpa a l'estat d'Oklahoma, on resideixen en l'actualitat, durant la gran deportació d'indis entre 1836 i 1840.
Per mor de l'assimilació a la cultura muskogi i a l'anglès, només romanen uns pocs parlants d'edat avançada de llengua yuchin. El 2000, el nombre estimat de parlants yuchi amb fluïdesa va ser de quinze, però aquest nombre es va reduir a 7 el 2006 5 el 2010, i 4 el 2013 L'Euchee Language Project organitza classes de yuchi gratuïtes a Sapulpa (Oklahoma).
El poble i la llengua yuchi són objecte d'un capítol de Spoken Here: Travels Among Threatened Languages, un llibre sobre llengües amenaçades de Mark Abley.

## Classificació
Comunament es considera una llengua aïllada. Encara que s'han proposat nombrosos parentiu amb altres llengües, cap d'aquestes propostes té un suport ferm. Sapir (1921, 1929) la va relacionar amb la seva proposat sioux-hoka; Elmendorf (1964) va tractar relacionar-la amb les llengües yuki-wappo de Califòrnia. Crawford igual que altres autors considera que existeix una prometedora hipòtesi de relació amb les llengües sioux, encara que de moment l'evidència és insuficient per concloure que efectivament existeix un parentiu fora de tot dubte.
En 1997, l'Euchees United Cultural Historical Educational Efforts (EUCHEE) afirmà que la llengua encara tenia dos dialectes parlats: les variacions Duck Creek/Polecat i Bigpond.

## Descripció lingüística
El yuchi no va tenir una ortografia establerta fins a la dècada de 1970, quan James Crawford i Addie Georged van crear una transcripció fonètica que avui és usada pels yuchis per escriure la seva llengua. Des del punt de vista de la tipologia lingüística, el yuchi sembla una llengua aglutinant en la qual un nombre considerable de morfemes s'uneixen per construir productivament noves paraules. L'ordre bàsic és SOV.
A més la llengua usa clítics i fonemes coneguts com a "partícules" per expressar una varietat de categories que inclouen possessius, casos, locatius, instrumentals, simulatius, ablatius i demostratius. També existeixen partícules monosil·làbiques per a usos locatius i adverbials amb un significat molt general, que juntament amb altres partícules poden tenir un significat totalment diferent a l'original.
El yuchi té un sistema pronoms de tercera persona peculiar. Per referir-se a persones yuchis, la tercera persona es coneix com a lehénu, i es divideix en una forma masculina (lesséno) i una femenina (léno). En canvi per a persones no-yuchis, la forma usada és una forma despectiva que és lewénu ("ells, aquests"). Aquesta peculiaritat està relacionada amb com s'han vist històricament els yuchis com una tribu singular, que històricament ha estat molt aïllada.

## Fonologia

### Consonants
|           |             | Bilabial  | Alveolar    | Alveolar | Palatal     | Velar     | Glotal |
| --------- | ----------- | --------- | ----------- | -------- | ----------- | --------- | ------ |
| central   | lateral     | Bilabial  |             |          | Palatal     | Velar     | Glotal |
| Oclusiva  | no aspirada | p [p]     | t [t]       |          |             | k [k]     | ' [ʔ]  |
| Oclusiva  | aspirada    | pʰ [pʰ]   | tʰ [tʰ]     |          |             | kʰ [kʰ]   |        |
| Oclusiva  | sonora      | b [b]     | d [d]       |          |             | g [ɡ]     |        |
| Oclusiva  | ejectiva    | (p' [pʼ]) | (t' [tʼ])   |          |             | (k' [kʼ]) |        |
| Africada  | no aspirada |           | ts [ts]     |          | ch [tʃ]     |           |        |
| Africada  | aspirada    |           | tsʰ [tsʰ]   |          | chʰ [tʃʰ]   |           |        |
| Africada  | sonora      |           | dz [dz]     |          | j [dʒ]      |           |        |
| Africada  | ejectiva    |           | (ts' [tsʼ]) |          | (ch' [tʃʼ]) |           |        |
| Fricativa | sorda       | f [f]     | s [s]       | ł [ɬ]    | sh [ʃ]      |           | h [h]  |
| Nasal     |             | m [m]     | n [n]       |          |             |           |        |
| Semivocal |             | w [w]     |             | l [l]    | y [j]       |           |        |